# A (segelyacht)
S/Y A är en segelyacht tillverkad av Nobiskrug i Kiel i Tyskland. Hon sjösattes i april 2015 och levererades i maj 2017 till sin ägare Andrej Melnitjenko, en rysk oligark. A designades helt av den franska designern Philippe Starck. Segelyachten är 142,8 meter lång och där masterna är 100 meter höga. Den har en besättning på 54 besättningsmän.
Den kostade $450 miljoner att färdigställa.